# Gledhow

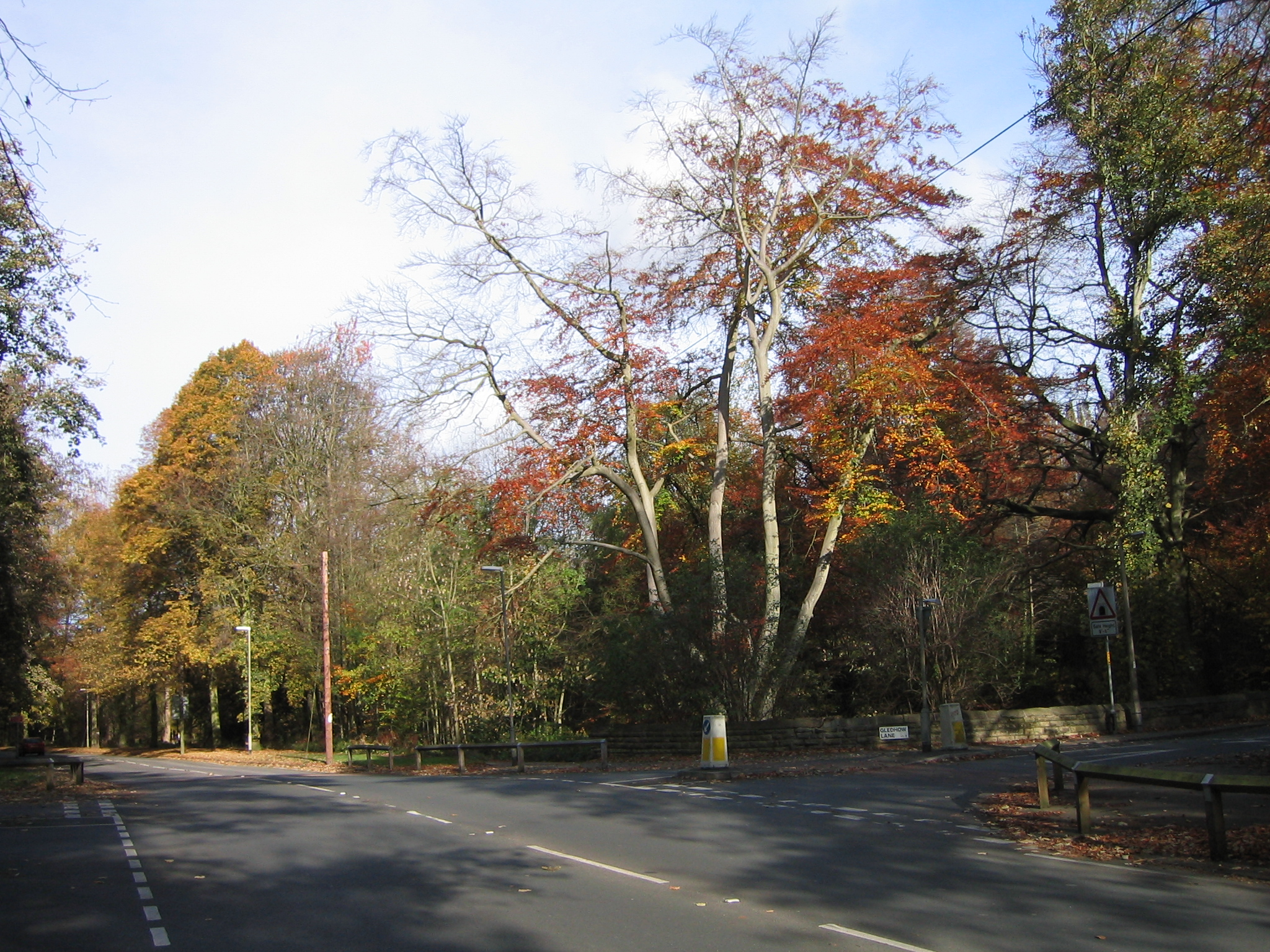
Gledhow Valley Road, cruzamento com Gledhow Lane

Gledhow é um subúrbio a nordeste de Leeds, West Yorkshire, Inglaterra, situado a leste de Chapel Allerton e oeste de Roundhay. A principal atração da região é o Vale Gledhow (Gledhow Valley, em inglês), uma faixa de floresta com várias folhagens misturadas, uma pista e um lago. Uma casa de banhos datada de 1671, o Gipton Spa, fica entre as árvores. Correndo para o vale está a Gledhow Valley Road, uma estrada construída em 1926.
Gledhow Lane atravessa a Gledhow Valley Road e do lado oriental está a estrada até o topo do vale. A área residencial próxima ao topo é conhecida como Little Switzerland (Pequena Suíça). No topo de Gledhow Lane está Gledhow Hall, uma mansão do século XVII, antiga casa de James Kitson, primeiro Barão de Airedale. Agora é um local privado. J. M. W. Turner pintou à guache uma vista de Gledhow Hall por volta de 1816.